# Francisco Javier Máximo Aguirre
Francisco Javier Máximo Aguirre de la Hoz (Ávila, 14 de abril de 1946-Valencia, 4 de febrero de 2013) fue un abogado y político español.

## Trayectoria
Se licenció en Derecho por la Universidad de Valencia y la de Valladolid y en derecho comparado por la Universidad de Estrasburgo. Obtuvo un máster en economía y dirección de empresas por el Instituto de Estudios Superiores de la Empresa. Vinculado a Emilio Attard, formó parte del Partido Popular Regional Valenciano y del Partido Demócrata Popular, con los cuales se integró en la Unión de Centro Democrático (UCD). 
En las elecciones generales españolas de 1977 fue diputado al Congreso por la provincia de Valencia, escaño que repitió en las de 1979. Formó parte de la Plenario de Parlamentarios del País Valenciano y del Consejo del País Valenciano, presidido por Josep Lluís Albiñana, y fue consejero de Economía y Hacienda preautonómico de abril de 1978 a junio de 1979. 
Entre 1979 y 1981 fue asesor del Ministerio para las Relaciones con las Comunidades Europeas. No se presentó a las elecciones de 1982 y abandonó la política activa. Se trasladó a Barcelona, donde fundó la sociedad Agentes de Bolsa Asociados (ABA), dedicada a los negocios bursátiles.